# Villa Fagan
Villa Fagan è un edificio di Firenze, situato nel viale Antonio Gramsci 34, con affacci su via Benedetto Varchi 2 e viale Bernardo Segni.

## Storia e descrizione
La villa, circondata da un giardino tranne che per il fianco su via Benedetto Varchi dove si trova anche un suo annesso (numero civico 2 rosso) è una delle più significative emergenze del quartiere sorto in fregio al viale Principe Eugenio (oggi viale Antonio Gramsci) tra la fine dell'Ottocento e i primi del Novecento, qualificato dalla notevole presenza di edifici con il carattere di villa, primo tra tutti (per ricchezza e per la precoce data di erezione) quello realizzato per la famiglia Dandini de Silva all'incrocio con il viale Giuseppe Mazzini. 
In questo caso la data di realizzazione della residenza dovrebbe collocarsi sul finire degli anni novanta, tenendo presente la stretta relazione che ancora mantiene con la tradizione ottocentesca e, al tempo stesso, i limiti posti all'urbanizzazione di questa porzione dell'area per la presenza della stazione tranviaria di Porta alla Croce della linea del Chianti, demolita nel 1896.
Il fronte principale, aperto verso il viale Antonio Gramsci, presenta un impaginato esemplare, con i suoi tre assi scanditi su due piani più un mezzanino e un piano seminterrato, e l'immancabile balcone posto in asse sul portone. Sul fianco destro è in aderenza alla struttura un corpo di fabbrica alto un piano, con accesso fornito di gradinata, terrazzato e superiormente chiuso da una notevole struttura in ferro e vetro. Già occupato dall'Università degli Studi di Firenze il complesso è stato acquistato da Banca Cambiano 1884 S.p.A., per farne la nuova sede direzionale dell'istituto. Per il recupero del complesso è stato aperto nel 2011 un cantiere su progetto redatto nel 2009 dallo studio di architettura Gurrieri Associati (direzione dei lavori di Federico Gurrieri), ancora aperto.